# Dublitskiy Bay
Die Dublitskiy Bay (russisch Залив Дублицкого, Saliw Dublizkowo) ist eine 19 km breite Bucht an der Prinzessin-Astrid-Küste des ostantarktischen Königin-Maud-Lands. Sie liegt 110 km nördlich der Sigurdsvodene.
Luftaufnahmen der Dritten Norwegischen Antarktisexpedition (1956–1960) aus den Jahren von 1958 bis 1959 dienten ihrer Kartierung. Teilnehmer einer sowjetischen Antarktisexpedition nahmen 1961 eine weitere Kartierung sowie die Benennung vor. Namensgeber ist K. A. Dublizki, Kapitän des Eisbrechers Fjodor Litke. Das Advisory Committee on Antarctic Names übertrug die russische Benennung 1970 ins Englische.